# The Love Romance of the Girl Spy
The Love Romance of the Girl Spy er en amerikansk stumfilm fra 1910 af Sidney Olcott.